# Kirchschlager Straße
De Kirchsclager Straße (B55) is een Bundesstraße in Oostenrijkse deelstaten Neder-Oostenrijk en Burgenland.
De B55 verbindt Grimmenstein via Kirchschlag in der Buckligen Welt met Rattersdorf. De weg is 47 km lang.

## Routebeschrijving

### Neder-Oostenrijk
De B55 begint in Grimmenstein op een kruising met de B54 en loopt in oostelijke richting het dorp uit. De weg passeert de toerit Edlitz van de A2. De weg loopt verder door Edlitz, Thomasberg en passeert de toerit Krumbach van de A2. De weg loopt verder door
Krumbach, Bad Schönau, Kirchschlag in der Buckligen Welt en bereikt de deelstaatsgrens met Burgenland.

### Burgenland
De B55 loopt nog doorPilgersdorf, er is een korte samenloop met de B50 door, Lockenhaus waar de B56 aansluit en Liebing. De B55 eindigt in Rattersdorf op een kruising met de B61.

## Geschiedenis
De edelen van Pálffy lieten de weg van Wiener Neustadt van Schwarzau am Steinfeld, Seebenstein, Krumbach en Kirchschlag naar Güns op hun kosten ombouwen tot een brede weg. Deze weg was in september 1818 gereed. Daardoor werd het transport van landbouwproducten vanuit de heersschappen Kirchschlag en Krumbach, die van de edelen van Palffy behoorden, veel makkelijker.
De weg vanaf de Hongaarse grens vlak bij Güns via Kirchschlag, Krumbach, Seebenstein tot aan Wiener Neustadt behoorde tot de 17 wegen, die in 1866 tot Neder-Oostenrijkse Landesstraßen verklaard werden.
De 65,1 km lange Kirchschlager Straße tussen Wiener Neustadt en Lockenhaus werd door een verordening van de Oostenrijkse regering vanaf 9 juni 1933 tot Bundesstraße verklaard. Tot 1938 was de Kirchschlager Straße als B19 bewegwijzerd. Na de Anschluss werd de weg, vanwege de overgang naar het Reichs wegensysteem op 1 april 1940 een Landstraße I. Ordnung en kreeg als nummer L.I.O. 63. Op 23 maart 1942 werd ze op last van Albert Speer tot Reichsstraße verklaard en kreeg ze de naam Reichsstraße 406.
Sinds 1 april 1948 behoort de Kirchschlager Straße weer tot het netwerk der Bundesstraßen in Oostenrijk.
De Kirchschlager Straße die na de Nachkriegszeit begann in Edlitz aan de Wechsel Straße en liep van Lockenhaus verder via de Geschriebenstein tot in Schachendorf.
Sinds 1972 eindigt die Kirchschlager Straße in Rattersdorf, daarom werd het zuidelijke gedeelte van de Kirchschlager Straße in 1972 naar Geschriebenstein Straße B56 hernoemd.
B1 · 
B2 · 
B3 · 
B4 · 
B5 · 
B6 · 
B7 · 
B8 · 
B9 · 
B10 · 
B11 · 
B12 · 
B13 · 
B14 · 
B15 · 
B16 · 
B17 · 
B18 · 
B19 · 
B20 ·  
B21 · 
B22 · 
B23 · 
B24 · 
B25 · 
B26 · 
B27 · 
B28 · 
B29 · 
B30 · 
B31 · 
B32 · 
B33 · 
B34 · 
B35 · 
B36 · 
B37 · 
B38 · 
B39 · 
B40 · 
B41 · 
B42 · 
B43 · 
B44 · 
B45 · 
B46 · 
B47 · 
B48 · 
B49 · 
B50 · 
B51 · 
B52 · 
B53 · 
B54 · 
B55 · 
B56 · 
B57 · 
B58 · 
B59 · 
B60 · 
B61 · 
B62 · 
B63 · 
B64 · 
B65 · 
B66 · 
B67 · 
B68 · 
B69 · 
B70 · 
B71 · 
B72 · 
B73 · 
B74 · 
B75 · 
B76 · 
B77 · 
B78 · 
B79 · 
B80 · 
B81 · 
B82 · 
B83 · 
B84 · 
B85 · 
B86 · 
B87 · 
B88 · 
B89 · 
B90 · 
B91 · 
B92 · 
B93 · 
B94 · 
B95 · 
B96 · 
B97 · 
B98 · 
B99 · 
B100 · 
B105 · 
B106 · 
B107 · 
B108 · 
B109 · 
B110 · 
B111 · 
B113 · 
B114 · 
B115 · 
B116 · 
B117 · 
B119 · 
B120 · 
B121 · 
B122 · 
B123 · 
B124 · 
B125 · 
B126 · 
B127 · 
B129 · 
B130 · 
B131 · 
B132 · 
B133 · 
B134 · 
B135 · 
B136 · 
B137 · 
B138 · 
B139 · 
B140 · 
B141 · 
B142 · 
B143 · 
B144 · 
B145 · 
B146 · 
B147 · 
B148 · 
B149 · 
B150 · 
B151 · 
B152 · 
B153 · 
B154 · 
B155 · 
B156 · 
B158 · 
B159 · 
B160 · 
B161 · 
B162 · 
B163 · 
B164 · 
B165 · 
B166 · 
B167 · 
B168 · 
B169 · 
B170 · 
B171 · 
B172 · 
B173 · 
B174 · 
B175 · 
B176 · 
B177 · 
B178 · 
B179 · 
B180 · 
B181 · 
B182 · 
B183 · 
B184 · 
B185 · 
B186 · 
B187 · 
B188 · 
B189 · 
B190 · 
B191 · 
B192 · 
B193 · 
B197 · 
B198 · 
B199 · 
B200 · 
B201 · 
B202 · 
B203 · 
B204 · 
B205 · 
B209 · 
B210 · 
B211 · 
B212 · 
B213 · 
B214 · 
B215 · 
B216 · 
B217 · 
B218 · 
B219 · 
B220 · 
B221 · 
B222 · 
B223 · 
B224 · 
B225 · 
B226 · 
B227 · 
B228 · 
B229 · 
B230 · 
B303 · 
B305 · 
B309 · 
B310 · 
B311 · 
B316 · 
B317 · 
B319 · 
B320